# Casa-Museo de Bulbul (Shusha)
Casa-Museo de Bulbul en Shusha (en azerí: Bülbülün ev-muzeyi) es una filial del museo conmemorativo de Bulbul en Bakú.

## Historia

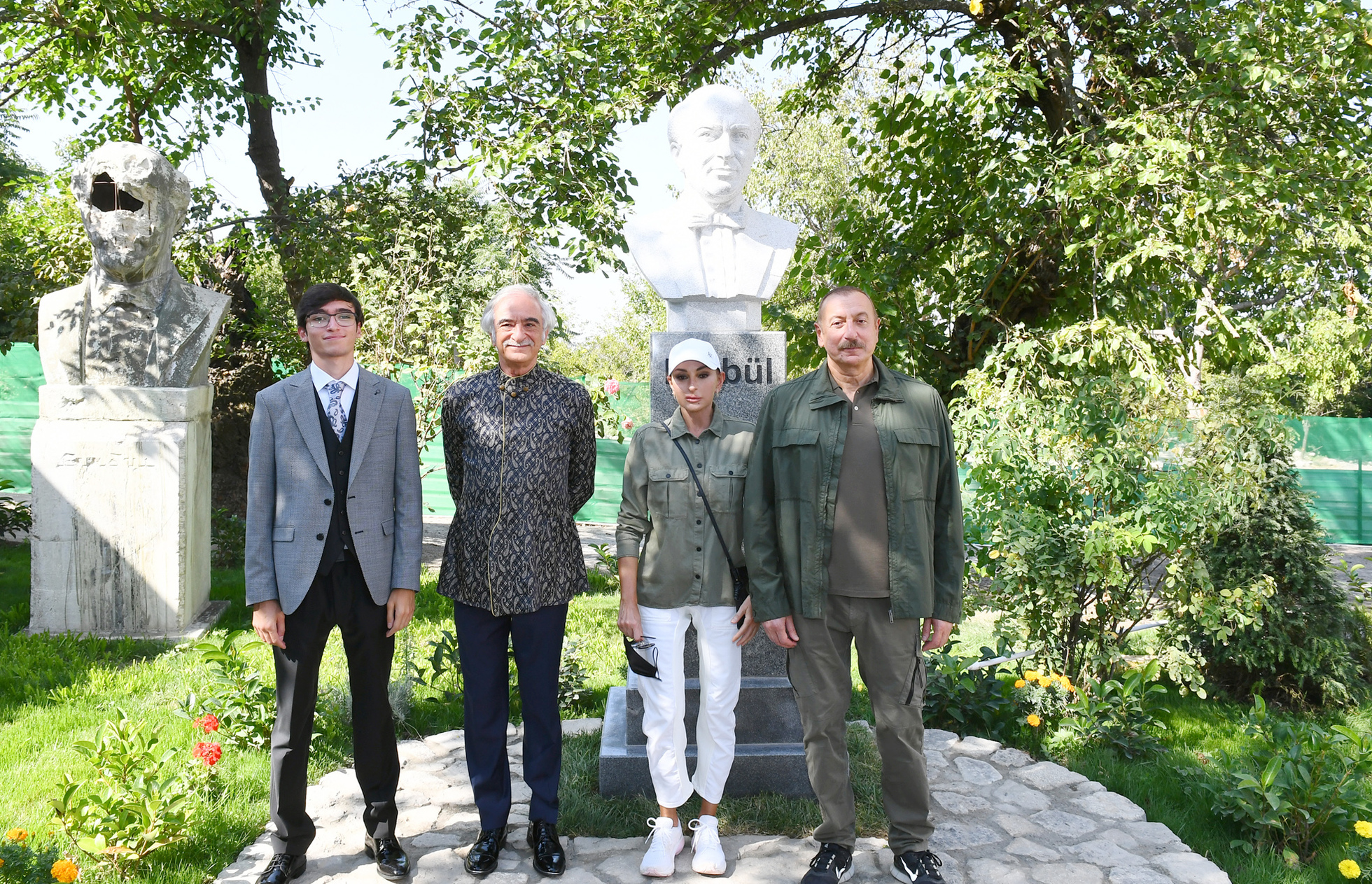
El Presidente Ilham Aliyev y la primera dama Mehriban Aliyeva en la inauguración

La Casa-Museo de Bulbul consiste en  dos habitaciones y  un balcón. En esta casa Bulbul, el cantante de ópera azerbaiyano, nació en 1897 y pasó su infancia.
El 31 de agosto de 1982, el Comité Ejecutivo dela ciudad de Shusha decidió convertir el edificio en una casa-museo. Entre 1982 y 1983 se renovó el edificio, se creó una exposición de museo y se construyó un edificio administrativo en el territorio.
En 1992, durante la primera guerra del Alto Karabaj, la casa-museo fue parcialmente destruida. Después de la liberación de Shusha, empezó la restauración en la casa-museo.
El 29 de agosto de 2021 se inauguró la Casa-Museo de Bulbul en la ciudad de Shusha. A la ceremonia de apertura asistieron el presidente de Azerbaiyán Ilham Aliyev, la primera dama Mehriban Aliyeva y  el hijo de Bul-Bul, el embajador de Azerbaiyán en Rusia, el Artista del Pueblo de Azerbaiyán Polad Bulbuloglu.

## Exposición
En el museo se exponen fotografías de la infancia de Bulbul y algunos de sus objetos personales, entre ellos un "gaval". Aquí se han reunido unos 9.000 documentos que reflejan las actividades creativas, de investigación, pedagógicas y sociales de la cantante. 
Durante los trabajos de restauración, se encontraron dos inscripciones en escritura árabe y una imagen que simboliza el sol en las paredes que dan al balcón. Una de las inscripciones refleja un ayat del Corán. La otra inscripción indica la fecha de construcción de la casa. Esta inscripción recientemente descubierta en la pared muestra que la casa fue construida en 1788. 